# Скоба

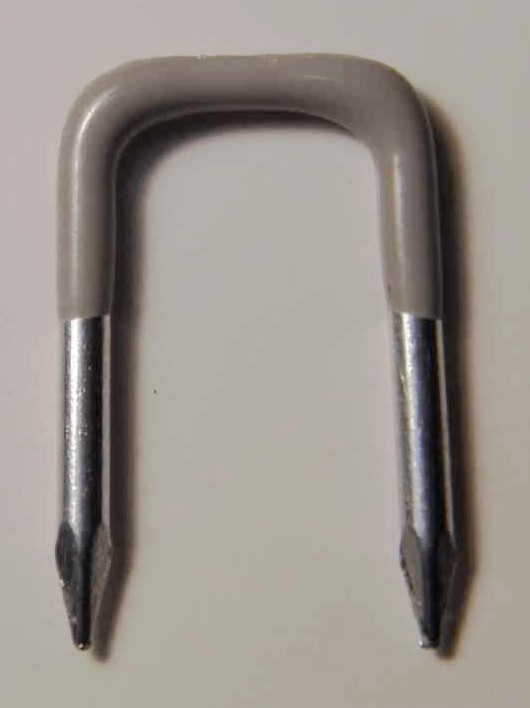
П-подібна ізольована скоба

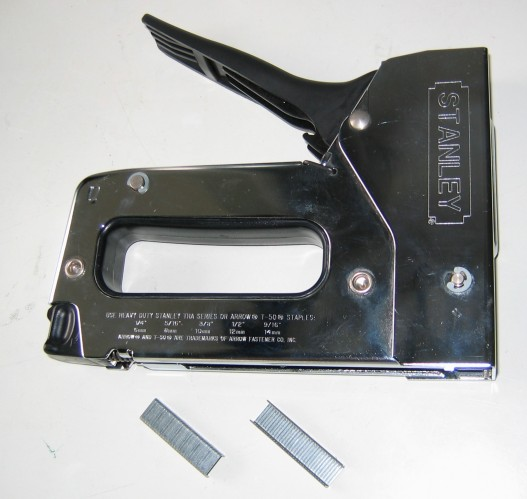
Степлер-скобозабивач та скоби до нього

Скоба́ (рідко кля́мра, кля́мбра) — кріпильна деталь у вигляді П-подібної металевої смуги:
- Будівельна скоба застосовується для скріплення дерев'яних конструкцій, вбивається зубами в деревину і дозволяє швидко і жорстко зафіксувати елементи конструкції. В залежності від застосування такі скоби виготовляються ковкою з сталевого прутка (часто — арматури) діаметром до 10—12 мм та довжиною до 30 см.
- Такелажна скоба використовується в підйомних системах як знімні зв'язки для приєднання сталевих тросів, ланцюгів і інших такелажних пристроїв, виконується з гвинтовими кріпленнями під гайку.
- Канцелярські скоби застосовуються в степлерах для скріплення аркушів паперу.
- Меблеві скоби використовуються для кріплення (пришивання) до основи оббивної тканини та тонкої фанери. Конструктивно подібні до канцелярських скоб, але забиваються скобозабивачем, рідше — молотком. Використання скоб зумовлено значним збільшенням (порівняно, наприклад, з цвяхами) площі, на якій скоба притискає закріплюваний предмет до основи.